# Adam Sedlák (lední hokejista)
Adam Sedlák (* 21. srpna 1991 Ostrava) je český lední hokejista hrající na postu obránce.

## Život
S ledním hokejem začínal ve svém rodném městě, v klubu HC Vítkovice. Za něj nastupoval i v mládežnických či juniorských výběrech a během ročníku 2006/2007 odehrál první utkání i za jeho mužský výběr. Stejné to bylo i během následující sezóny, po níž se rozhodl odejít do severní Ameriky, a sice do kanadského klubu Peterborough Petes hrajícího Ontario Hockey League (OHL). Po dvou zde strávených letech změnil v rámci ligy své působiště a sezónu 2010/2011 strávil v barvách celku Ottawa 67's.
Poté se vrátil zpět do České republiky, do Vítkovic. Během ročníku 2011/2012 za ně odehrál dvě utkání za juniorských výběr, další zápasy v extralize a na čtrnáct zápasů formou hostování vypomáhal HC Slovan Ústí nad Labem. Další ročník (2012/2013) začal ve Vítkovicích, na dvě utkání vypomohl šumperským Drakům a nastupoval i za dánský celek SønderjyskE Ishockey. Sezónu 2013/2014 začal v italském Asiago Hockey 1935, odkud pak následně přestoupil do Dijon Hockey Club z Francie, ve kterém pak setrval i celý následující ročník 2014/2015. Po něm na jeden rok přestoupil do severoamerického Knoxville Ice Bears, jenž hraje Southern Professional Hockey League (SPHL).
Před další sezónou (2016/2017) byl opět v Evropě, a to znovu v mateřských Vítkovicích. Z nich na sedm utkání odešel v rámci hostování vypomoci Havířovu, avšak poté přestoupil na Slovensko do celku HC Banská Bystrica. V něm strávil i ročník 2017/2018 a po jeho konci se vrátil zpět do své vlasti, a sice do týmu Orli Znojmo. Za něj hrál jak ve zmíněné sezóně 2018/2019, tak i následující 2019/2020 a začal za ní rovněž ročník 2020/2021. V jeho průběhu se přesunul na hostování do Litoměřic a posléze do pražské Slavie, za kterou vstřelil svou premiérovou branku hned v prvním soutěžním utkání po svém příchodu, a to v zápase proti Drakům Šumperk (9:5).